# Elisabetta Richeza di Polonia
Elisabetta Richeza di Polonia, in ceco Eliška-Rejčka; in polacco Ryksa-Elżbieta (Poznań, 1º settembre 1288 – Brno, 19 ottobre 1335) fu una principessa polacca, membro della Casata dei Piast e, grazie ai suoi due matrimoni, Regina consorte di Boemia e di Polonia e Duchessa consorte di Austria e Stiria.
Era l'unica figlia di Przemysł II, Duca della Grande Polonia (dal 1295 Re di Polonia) e della sua seconda moglie Rikissa, lei stessa figlia dell'ex re Valdemaro I di Svezia e di Sofia di Danimarca.

## Biografia

### I primi anni
Nata a Poznań, Richeza era l'unica figlia nata dal matrimonio dei suoi genitori; le venne dato il nome della madre, morta dopo la sua nascita, anche se la data esatta non è conosciuta (probabilmente tra il 1289 e il 1292. Durante i primi anni di vita venne cresciuta dalla zia paterna Anna nel monastero cistercense di Owińska, dove era badessa. Fu probabilmente qui che Richeza ricevette la notizia del fallito tentativo di rapimento e assassinio di suo padre, avvenuto l'8 febbraio 1296 a Rogoźno. La morte del Re di Polonia cambiò completamente gli assetti geopolitici di questa parte d'Europa e certamente influenzarono il destino della giovane principessa, che venne quindi lasciata alle cure della matrigna Margherita di Brandeburgo, membro della Casata di Ascania, che prese parte alla cospirazione per uccidere Przemysł II.
Durante la cerimonia nuziale di Przemysł II e Margherita, celebratasi il 13 aprile 1293, Richeza venne fidanzata ad Ottone di Brandeburgo-Salzwedel, fratello di Margherita, cosicché la matrigna sarebbe divenuta la sua futura suocera. Benché Margherita ottenne parti della Grande Polonia come legato testamentario, poco dopo la morte del marito, e per ragioni sconosciute, fece ritorno in Brandeburgo, portando con sé Richeza. La morte inaspettata di Ottone l'11 marzo 1299 pose fine al fidanzamento e Richeza tornò in Polonia.

### Fidanzamento e matrimonio con Venceslao II
La morte di Ottone di Brandeburgo complicò la situazione di Richeza, in quanto, come unica figlia dell'ultimo membro maschio della linea dinastica dei Piast della Grande Polonia e primo re nell'arco di quasi due secoli, lei rappresentava una sposa ideale per qualunque pretendente al trono polacco. Per questi motivi, quando il re Venceslao II di Boemia, vedovo dal 1297, ricevette l'invito da parte dell'aristocrazia della Grande Polonia di sposare la principessa, egli accettò immediatamente la proposta e, ancor prima di essere incoronato Re di Polonia il 25 luglio 1300 a Gniezno, Richeza venne inviata a Praga.
A causa della sua giovinezza, Venceslao II decise di posticipare il matrimonio fino ai quindici anni di Richeza. Durante questo periodo essa venne affidata a Gryfina di Halyč, vedova di Leszek II il Nero e zia del Re di Boemia.
Il matrimonio tra Richeza e Venceslao II venne celebrato il 26 maggio 1303 nella Cattedrale di San Vito a Praga; contemporaneamente la principessa venne incoronato Regina consorte di Boemia e di Polonia e, su richiesta del marito, assunse il nome di Elisabetta, dal momento che il suo nome di battesimo non era utilizzato in Boemia e visto come straniero. La cerimonia fu celebrata alla presenza degli Arcivescovi di Mainz e Gniezno e del Vescovo di Wrocław, Henryk z Wierzbnej.
Passati due anni, il 15 giugno 1305, la regina Elisabetta diede alla luce una figlia, Agnese. Sei giorni più tardi, il 21 giugno, re Venceslao II morì a Praga, probabilmente di tubercolosi. La diciassettenne Elisabetta, ora regina vedova, ricevette numerose terre come dote vedovile e 20 000 pezzi di argento fino.

### Breve governo di Venceslao III e matrimonio con Rodolfo di Asburgo
Il figliastro Venceslao III, pretendente anche al trono ungherese, riuscì a salire sui troni di Boemia e di Polonia, ma venne ucciso il 4 agosto 1306 ad Olomouc e con esso si estinse la dinastia dei Přemislidi. Il ramo di Kujavian della dinastia Piast salì quindi sul trono polacco.
Con la morte del figliastro la posizione di Elisabetta cambiò ancora notevolmente, dal momento che nelle vesti di regina vedova era coinvolta nelle lotte per il trono di Boemia vacante. Il duca Rodolfo III di Austria e Stiria, figlio del re Alberto I di Germania, riuscì infine a conquistare la corona grazie all'aiuto del padre. Per rafforzare la propria posizione egli combinò il suo matrimonio con Elisabetta, che si ritrovava ad essere sia la vedova che la matrigna degli ultimi due re Přemislidi. Il matrimonio venne celebrato a Praga il 16 ottobre 1306; il suo secondo periodo da regina consorte fu breve: re Rodolfo morì il 4 luglio 1307 di dissenteria, a seguita di una malattia contratta durante l'assedio della fortezza di un nobile rivoltoso. Nel suo testamento, Rodolfo confermò ad Elisabetta le città avute con la prima dote vedovile e le lasciò ulteriori 20 000 pezzi d'argento.

### Governo su Hradec Králové
Dopo la morte del suo secondo marito, Elisabetta lasciò Praga e si stabilì a Hradec Králové, una delle città che le erano state concesse. Poco tempo dopo venne comunque coinvolta nelle guerre civili per la corona di Boemia: questa volta i contendenti erano Enrico di Carinzia e Federico I d'Asburgo, fratello di Rodolfo. Nella lotta, Elisabetta fu fortemente supportata dal cognato; a causa di ciò fu costretta a fuggire dalle sue terre, occupate da Enrico. Fu solo nell'agosto 1308 che la regina vedova fu in grado di ritornare a Hradec Králové, che riuscì a trasformare in un centro culturale ed artistico.

### Relazione con Enrico di Lipá e conflitti con Giovanni di Lussemburgo
Nel 1310 Giovanni di Lussemburgo divenne il nuovo re di Boemia, grazie al matrimonio con Elisabetta, figlia di primo letto di Venceslao II. Il governo di Giovanni incontrò una forte opposizione da parte dei nobili boemi, che decisero di sostenere la causa di Elisabetta Richeza. Uno dei principali motivi dell'opposizione di Richeza era il suo orgoglio ferito, per la perdita di status sociale causata dalla nuova regina consorte, sua figliastra. Il secondo più importante leader della fazione anti-Lussemburgo fu il potente nobiluomo Jindřich di Lipá (Enrico di Lipá), etmano di Moravia e governatore del regno di Boemia durante le assenze del Re.
Presto nacque una relazione romantica tra Elisabetta Richeza ed Enrico di Lipá, che, per ragioni politiche, non arrivò mai al matrimonio; tra i motivi non vi era unicamente la differenza di rango, ma anche il fatto che il matrimonio con la regina vedova avrebbe dato ad Enrico la possibilità di avanzare pretese al trono. Con l'obiettivo di indebolire la posizione della potente nobilità, nel 1315, re Giovanni privò Enrico di Lipá di tutti i suoi incarichi e lo imprigionò. La posizione e la popolarità della regina vedova era però così forte in Boemia che Giovanni di Lussemburgo, temendo una guerra civile, fu costretto a rilasciare Enrico nell'aprile 1316.

### Alleanza con Enrico I di Schweidnitz. Pace con il re Giovanni di Boemia e vendita di Hradec Králové
Nonostante i comportamenti apparentemente conciliatori nei confronti di Giovanni di Lussemburgo, Elisabetta Richeza continuò a perseguire una propria strategia politica indipendente, che si manifestò chiaramente nel 1317, quando ella combinò il fidanzamento della figlia, la principessa Agnese di Boemia, con il duca Enrico I di Schweidnitz della dinastia Piast. Quest'ultimo, per mettere al sicuro il patrimonio della futura suocera e con il suo consenso, entrò a Hradec Králové con le sue armate e iniziò delle spedizioni a supporto dei ribelli contro Giovanni di Lussemburgo. Un anno più tardi, grazie alla mediazione di Ludovico IV, duca di Baviera e re di Germania (cognato di Enrico I), venne siglato un trattato di pace a Domažlice, che restaurò Enrico di Lipá nel favore del re e gli riguadagnò tutti i precedenti incarichi. 
Inoltre, la regina vedova vendette i propri possedimenti e città a re Giovanni e si stabilì con il proprio amante a Brno. Da questo momento in poi le relazioni tra il Re di Boemia ed Elisabetta Richeza divennero pacifiche, probabilmente anche grazie ad una certa debolezza di Giovanni, come reso evidente da alcune sue azioni, tra le quali quella di assecondare le richieste della regina vedova di concedere dei benefici al monastero cistercense di Moravia.
Il matrimonio tra la principessa Agnese ed Enrico I di Schweidnitz venne celebrato nel 1319; dopo un aborto spontaneo verificatosi qualche tempo più tardi, la loro unione rimase senza figli.

### Morte di Enrico di Lipá e ultimi anni di vita
Enrico di Lipá morì a Brno il 26 agosto 1329. Dopo la sua perdita Elisabetta Richeza prese il velo presso il convento locale, che aveva riccamente dotato, e spostò le sue attenzioni sulla cultura e sulla religione, costruendo chiese e monasteri cistercensi, nonché finanziando la redazione di libri illustrati di inni religiosi. Quattro anni più tardi, assieme alla figlia Anna, si recò in un lungo pellegrinaggio ai santuari del Reno durante alcuni mesi.
Elisabetta Richeza, regina vedova di Polonia e Boemia, conosciuta nella letteratura boema come una "bella ragazza polacca", morì il 19 ottobre 1335 nel monastero cistercense di Brno e, secondo il suo volere, venne sepolta sotto il pavimento della chiesa abbaziale accanto all'amato Enrico di Lipá. Nel suo testamento fece numerose donazioni ad istituzioni ecclesiastiche della Boemia e della Polonia, specialmente a Poznań, suo luogo natale.

## Antenati
|                                   |                  |                                   | Genitori                  |  |  | Nonni |  |  | Bisnonni                           |  |  | Trisnonni       |  |
|                                   |                  |                                   |                           |  |  |       |  |  | Ladislao Odonic (Władysław Odonic) |  |  | Odone di Poznań |  |
|                                   |                  |                                   |                           |  |  |       |  |  | Ladislao Odonic (Władysław Odonic) |  |  | Odone di Poznań |  |
|                                   |                  | Viacheslavna Jaroslavna di Halych |                           |  |  |       |  |  | Ladislao Odonic (Władysław Odonic) |  |  |                 |  |
| Przemysł I della Grande Polonia   |                  |                                   |                           |  |  |       |  |  | Ladislao Odonic (Władysław Odonic) |  |  |                 |  |
|                                   |                  | Edvige di Pomerania               | Mestwin I di Pomerania    |  |  |       |  |  |                                    |  |  |                 |  |
|                                   |                  | Edvige di Pomerania               | Mestwin I di Pomerania    |  |  |       |  |  |                                    |  |  |                 |  |
|                                   |                  | Edvige di Pomerania               | Zwinisława                |  |  |       |  |  |                                    |  |  |                 |  |
| Przemysł II di Polonia            |                  | Edvige di Pomerania               |                           |  |  |       |  |  |                                    |  |  |                 |  |
|                                   |                  | Enrico II il Pio                  | Enrico I il Barbuto       |  |  |       |  |  |                                    |  |  |                 |  |
|                                   |                  | Enrico II il Pio                  | Enrico I il Barbuto       |  |  |       |  |  |                                    |  |  |                 |  |
|                                   |                  | Enrico II il Pio                  | Edvige di Andechs         |  |  |       |  |  |                                    |  |  |                 |  |
| Elisabetta di Wrocław             |                  | Enrico II il Pio                  |                           |  |  |       |  |  |                                    |  |  |                 |  |
|                                   |                  | Anna di Bohemia                   | Ottocaro I di Boemia      |  |  |       |  |  |                                    |  |  |                 |  |
|                                   |                  | Anna di Bohemia                   | Ottocaro I di Boemia      |  |  |       |  |  |                                    |  |  |                 |  |
|                                   |                  | Anna di Bohemia                   | Costanza d'Ungheria       |  |  |       |  |  |                                    |  |  |                 |  |
| Elisabetta Richeza di Polonia     |                  | Anna di Bohemia                   |                           |  |  |       |  |  |                                    |  |  |                 |  |
|                                   | Birger Magnusson | Magnus Minniskiöld                |                           |  |  |       |  |  |                                    |  |  |                 |  |
|                                   | Birger Magnusson | Magnus Minniskiöld                |                           |  |  |       |  |  |                                    |  |  |                 |  |
|                                   | Birger Magnusson | Ingrid Ylva                       |                           |  |  |       |  |  |                                    |  |  |                 |  |
| Valdemaro I di Svezia             | Birger Magnusson |                                   |                           |  |  |       |  |  |                                    |  |  |                 |  |
|                                   |                  | Ingeborg Eriksdotter di Svezia    | Erik X di Svezia          |  |  |       |  |  |                                    |  |  |                 |  |
|                                   |                  | Ingeborg Eriksdotter di Svezia    | Erik X di Svezia          |  |  |       |  |  |                                    |  |  |                 |  |
|                                   |                  | Ingeborg Eriksdotter di Svezia    | Richeza di Danimarca      |  |  |       |  |  |                                    |  |  |                 |  |
| Rikissa Valdemarsdotter di Svezia |                  | Ingeborg Eriksdotter di Svezia    |                           |  |  |       |  |  |                                    |  |  |                 |  |
|                                   |                  | Eric IV di Danimarca              | Valdemaro II di Danimarca |  |  |       |  |  |                                    |  |  |                 |  |
|                                   |                  | Eric IV di Danimarca              | Valdemaro II di Danimarca |  |  |       |  |  |                                    |  |  |                 |  |
|                                   |                  | Eric IV di Danimarca              | Berengaria del Portogallo |  |  |       |  |  |                                    |  |  |                 |  |
| Sofia di Danimarca                |                  | Eric IV di Danimarca              |                           |  |  |       |  |  |                                    |  |  |                 |  |
|                                   |                  | Jutta di Sassonia                 | Alberto I di Sassonia     |  |  |       |  |  |                                    |  |  |                 |  |
|                                   |                  | Jutta di Sassonia                 | Alberto I di Sassonia     |  |  |       |  |  |                                    |  |  |                 |  |
|                                   |                  | Jutta di Sassonia                 | Agnese d'Asburgo          |  |  |       |  |  |                                    |  |  |                 |  |
|                                   |                  | Jutta di Sassonia                 |                           |  |  |       |  |  |                                    |  |  |                 |  |